# Voyria corymbosa
Voyria corymbosa är en gentianaväxtart. Voyria corymbosa ingår i släktet Voyria och familjen gentianaväxter.

## Underarter
Arten delas in i följande underarter:
- V. c. alba
- V. c. corymbosa